# J物語
『J物語』（ジェイものがたり）は、楠みちはるによる日本の漫画。1983年8月から1984年12月まで『週刊ヤングマガジン』（講談社）で連載された。単行本は全2巻（講談社ヤンマガKC）。全13話。

## 概要
元・不良少年のジェイが、不良グループやヤクザたちとケンカを繰り広げる作品。既存の楠の作品とは雰囲気が異なり、コメディ要素は皆無で、クルマ、バイク、恋愛、学生生活といったテーマではなく、ひたすら抗争のみがシリアスに描かれる。青年誌掲載だけに暴力描写も特に激しく、死者や検挙者が多数出る。舞台となる街の名前は特に明記されないが、東京か横浜と思われる地名が多数出てくる。
途中休載期間があり、話数が少ないわりに掲載期間は長い。これは、同時期に連載していた『あいつとララバイ』との兼ね合いによるもの。週刊連載2本が難しくなり、アンケートでビリから2番目程度だった『J物語』を終了させることになったという。
楠によれば、「こういう硬派な世界が、本来の自分」という。しかし単行本2巻分を描いたところで終了となった。楠はその後も、本作のように硬派でストイックな雰囲気で、異なる世代の不良たちが同じ街で生きていく様を描きたいと思い続けていた。これが『湾岸ミッドナイト』（1990年開始）に繋がることになる。

## あらすじ
誰もが恐れる男・ジェイが街に戻ってきて、街の不良たちは騒然となる。ある者は挑み、ある者は利用しようとし、ある者は寄り添おうとする。死闘の果てにジェイはどこへ向かうのか…。

## 主な登場人物
ジェイ
主人公。本名は明記されておらず、実の妹のジュンからも「ジェイ」と呼ばれている。「Ｊ」とアルファベットで書かれる場合もある。
2年ぶりに街に戻ってきた。少年院に入っていたと言われているが、真偽は不明。現在は自動車修理工。カワサキの大型バイク（車種Z750RS改）に乗る。
かつて、この街最強の不良グループ「サンダーバード」のリーダーだった。ケンカと度胸は並ぶ者がない。不良少年を卒業して戻ってきた今、妹のジュンを何よりも大切にしており、己の流儀と愛するものを守るためだけに拳を振るう。
キャラクターの原型は、作者がデビュー当時の作品『テディボーイ』の主人公。
ジュン
ジェイの妹。高校生。不良ではない。心臓に難病を抱えており、長くは生きられない。物語の最後で結婚する。
ヒロシ
不良グループ「ボンバース」のリーダー。ジェイが街に戻ってきたのと同時期に、少年院から仮退院してきた。金髪を逆立て、三白眼で、不気味な面構え。
有沙をめぐり、ジェイに敵愾心を燃やす。ケンカの強さはジェイと互角。凶暴性と凶悪性においてジェイを上回り、最後までジェイの前に立ちはだかる。
有沙（ありさ）
ボンバースの一員で、金髪の不良少女。「2年前、ある事件で兄をジェイに殺された」というが、それでもジェイを慕い続けている。
夏木（なつき）
ジェイの前に「サンダーバード」のリーダーだった男。現在はヤクザの若き幹部。ジェイの危険な雰囲気に惹きつけられ、ジェイに妹の手術代を出す代わりに「ある仕事」を依頼する。ツレの今日子は覚醒剤中毒で、62年型シボレー・コルベットを所有。物語後半でロサンゼルスに今日子と高飛びする当日、チンピラにナイフで刺され死亡する。
マスター
本名不詳。ボンバースが溜まり場にしている喫茶店の主人。ジェイをはじめ、登場するほとんどの不良やヤクザと面識があり、彼らを見守っている。刑事の見立てによれば、元ヤクザだという。
医者
本名不詳。ヤクザや不良たちの、ワケありの診療でも引き受ける無免許医。愛想は悪いが、ジュンを入院させたり、ジェイやヒロシを治療したりと、面倒見は良い。右目は見えず閉じたままである。
『あいつとララバイ』に数回ゲスト出演している（その時の病院には「横田病院」と看板があるが、建物の概観は『J物語』とは異なっている）。

## 単行本
1. ISBN 4-06-102016-1 1984年9月18日 第1刷
2. ISBN 4-06-102021-8 1985年2月18日 第1刷